# Утёсова, Эдит Леонидовна
Эди́т Леони́довна Утёсова (урождённая Эдитта Лазаревна Вайсбейн; 5 (18) марта 1915, Одесса — 21 января 1982, Москва) — советская эстрадная певица, лирическое сопрано. Солистка в оркестре своего отца Леонида Осиповича Утёсова.

## Биография
Эдит (в быту Дита) Утёсова родилась в Одессе, в семье актёров Леонида Осиповича Утёсова и Енты Еселевны Голдиной (по сцене Елена Осиповна Ленская, 1893—1962). Получила домашнее образование. Свободно владела английским, немецким и французским языками. В детстве, проживая с родителями в Петрограде, дружила с будущим известным советским композитором Никитой Богословским, который в восьмилетнем возрасте подарил ей ко дню рождения вальс собственного сочинения.

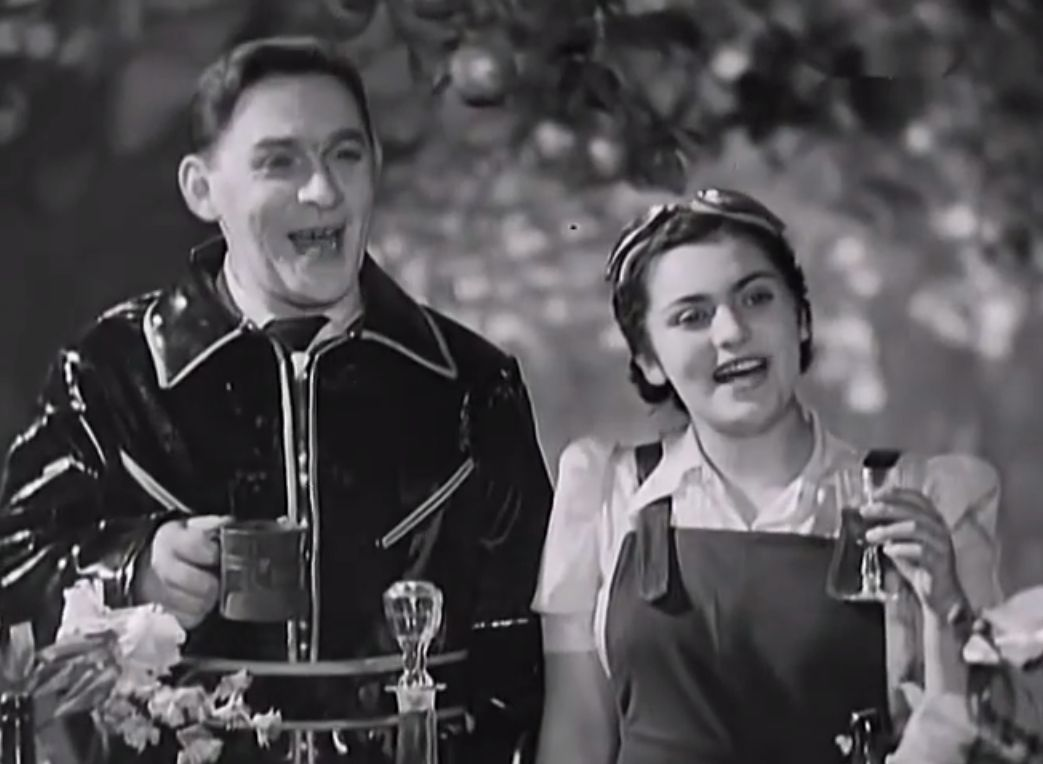
Леонид и Эдит Утёсовы, 1940 год

С 1933 года занималась в драматической студии Рубена Симонова, училась в Ленинградском хореографическом училище и Театральном училище имени Б. В. Щукина, однако учёбу не окончила, и театральную карьеру ей сделать не удалось.
В 1933 году по предложению отца впервые выступила вместе с ним на эстраде. С 1936 года Эдит начала выступать с оркестром Л. О. Утёсова. В том же году сыграла главную женскую роль в антирасистском музыкальном спектакле «Тёмное пятно», музыку к которому написал И. О. Дунаевский.
Сам Леонид Утёсов в своей книге так описывает появление дочери в своём оркестре:

Она не собиралась быть эстрадной артисткой. Она училась игре на фортепьяно и посещала Драматическую студию Р. Н. Симонова. Я тоже хотел, чтобы моя дочь стала драматической актрисой. Особенно потому, что понимал: не надо детям повторять своих родителей. Люди безжалостно судят детей удачливых отцов. Не мне говорить об артистических достоинствах моей дочери — обычно в этих вопросах родителям верят только наполовину. Но я слышал от других о её музыкальности, вкусе и чувстве меры. <…> Не раз я замечал, что стоило Эдит Утёсовой выступить без меня, с каким-нибудь другим ансамблем, как успех увеличивался. Наверно, придумай она себе псевдоним — творческий путь её был бы более благополучным. Она пришла в наш оркестр в 1936 году, почти сразу после окончания студии, и не успев ещё проявить себя, как драматическая актриса. А у нас она как-то сразу пришлась, что называется, ко двору и сразу стала одним из самых активных участников нашего коллектива — не только актрисой и певицей, но и моим помощником и советчиком. А часто и критиком.
Эдит Утёсова проработала в оркестре отца 17 лет, несмотря на постоянную критику официальных властей и недоброжелателей за так называемую семейственность. В середине 1950-х годов распоряжением Министерства культуры СССР была уволена из оркестра.
Была замужем за кинорежиссёром Альбертом Гендельштейном.
В конце жизни увлеклась поэтическим творчеством. Ряд её стихотворений был опубликован в московской печати.
Награждена медалью «За доблестный труд в Великой Отечественной войне 1941—1945 гг.».
Скончалась 21 января 1982 года в Москве от лейкемии, похоронена рядом с мужем на Востряковском кладбище (129 уч.). Через полтора месяца, 9 марта, не стало и её отца.

## Наиболее известные песни
- Борода (В. Кручинин — И. Приблудный)
- Весенняя (Н. Чемберджи — Е. Долматовский)
- Два солдата и моряк (М. Табачников — Я. Зискинд)
- Дорогие москвичи (Дорогие мои москвичи) (И. Дунаевский — В. Масс, М. Червинский)
- Женихи (Н. Иллютович — Т. Яко́б)
- Золотой песок (Э. Лесли, Д. Берк — Э. Утёсова)
- К нам в Саратов (М. Фрадкин — Л. Ошанин)
- Колыбельная (М. Блантер — А. Коваленков)
- Колыбельная (Ю. Слонов — И. Брук)
- Ледяное сердце (В. Шаинский — Е. Ильина)
- Лягушка (Ф. Лемарк — С. Болотин)
- Маркиза (П. Мизраки — А. Безыменский)
- Мой герой (И. Миклашевский — П. Ардавдин)
- Мой секрет (Л. Утёсов — Э. Утёсова)
- Молчаливый морячок (М. Воловац — В. Дыховичный)
- Музыканты (М. Воловац — В. Тодди)
- Му-му (М. Воловац — А. Д’Актиль)
- На выставку (К. Листов — Б. Южанин)
- На крылечке (Б. Мокроусов — А. Фатьянов)
- На этом свете (М. Воловац — А. Арго)
- Невеста из Торжка (М. Табачников — О. Фадеева)
- Нет спасенья от любви (О. Кандат — Э. Утёсова)
- Ночь и день (К. Портер — Э. Утёсова)
- Парень кудрявый (Г. Носов — А. Чуркин)
- Париж (А. Профес — Э. Утёсова)
- Песня о неизвестном любимом (В. Сидоров — А. Д’Актиль)
- Песня парашютистки (З. Левина — Т. Спендиарова)
- Пожарный (Л. Дидерихс — В. Лебедев-Кумач)
- Полюбила я парнишку (М. Блантер — М. Исаковский)
- Посмотри, посмотри (Е. Жарковский — В. Винников)
- Пробуждение (Н. Минх — И. Брук)
- Прощальный блюз (В. Сорокин — Л. Хьюза, пер. М. Зенкевич)
- Расстались мы (В. Майзель[9] — Э. Утёсова)
- Слова на ветер я бросать не стану (М. Табачников — О. Фадеева)
- Снежок (Е. Жарковский — Б. Турганов)
- Старушка (В. Миронов — С. Маршак)
- Студенческий вальс (Г. Вагнер — Э. Утёсова)
- Тамбурица (И. Ильин — Т. Якоб)
- Телеграммы (Н. Иллютович — В. Дыховичный)
- Тропинка (М. Блантер — М. Исаковский)
- Ухажёры (В. Сорокин — А. Фатьянов)
- Хороший мой (А. Лепин — Ю. Благов)
- Черноморочка (Е. Жарковский — П. Панченко)
- Юнак (И. Ильин — Т. Якоб)